# هاکوریو (هنرپیشه)
هاکوریو (ژاپنی: 白竜؛ زادهٔ ۳ اکتبر ۱۹۵۲) هنرپیشه و موسیقی‌دان اهل ژاپن است. او از سال ۱۹۸۴ در بیش از شصت فیلم بازی کرده است. از فیلم‌هایی که وی در آن حضور داشته است، می‌توان آتش‌بازی و زیر آسمان باز را نام برد.